# 重林寺 (豊島区)
重林寺（じゅうりんじ）は、東京都豊島区にある真言宗豊山派の寺院。

## 歴史
1649年（慶安2年）、当寺で秀誉が寂したことをもって開山としている。そのため、それ以前に創建されたものと推測される。
第6世住職猷寿の代に本堂や門が建立された。よって猷寿を中興としている。1905年（明治38年）、これまで愛宕真福寺の末寺であったが、護国寺の末寺に変更している。

## 交通アクセス
- 北池袋駅より徒歩8分。